# Xosé Antonio Neira Cruz

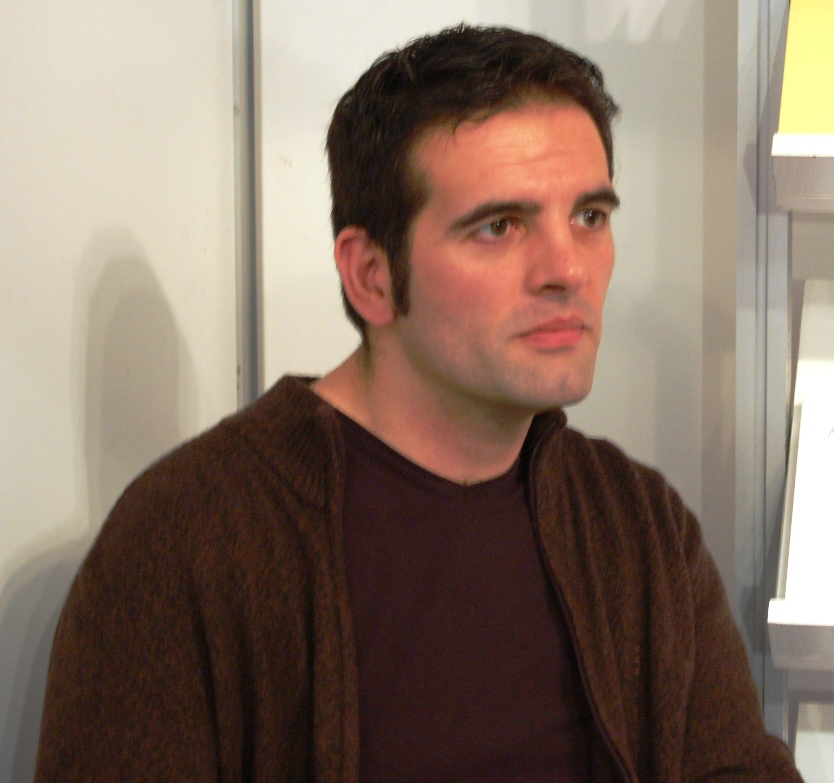
Neira Cruz

Xosé Antonio Neira Cruz, nacido en Santiago de Compostela en 1968, es un escritor gallego.

## Biografía
Licenciado en Ciencias de la Información y en Filología italiana, por la Universidad de Santiago de Compostela, es doctor en Ciencias de la Comunicación (2001) y doctor en Filología italiana (2015), con sendas tesis doctorales tituladas respectivamente Prensa infantil e escolar en Galicia y Los albores de la crónica periodística: las crónicas del viaje por España y Portugal de Cosimo III de Medici. Asimismo, es máster en Derecho Premial por la UNED (2013).
Aunque la faceta creativa por la que es más conocido es la de escritor, ha cultivado también con asiduidad la gestión cultural, el comisariado de exposiciones, la traducción de obras del inglés, francés, italiano y portugués y la edición de colecciones literarias. Como periodista, colaboró durante más de 10 años en La voz de Galicia, fue redactor de las revistas Galicia Internacional y Tempos Novos, columnista de Educación y Biblioteca y de las revistas CLIJ Cuadernos de Literatura Infantil y Juvenil y Malasartes, esta última de Portugal. Fundó y dirigió la revista de literatura infantil y juvenil Fadamorgana. Ha escrito también guiones para diversos programas de radio y para Televisión de Galicia.
Como editor literario, fue responsable de las colecciones "Sete Mares", "Árbore" y "Costa Oeste" de la editorial Galaxia y de las colecciones infantiles y juveniles de Edelvives-Rodeira. En este mismo ámbito de la literatura infantl y juvenil, fue también miembro del comité ejecutivo de IBBY (International Board on Books for Young People) desde 2000 a 2004, siendo nombrado en ese período coordinador de la comisión de desarrollo de proyectos del IBBY, miembro y presidente del jurado del Premio IBBY-Asahi Reading Promotion, así como integrante del comité organizador del congreso de esta organización internacional.
En su faceta de gestor cultural, ha destacado como comisario de exposiciones, entre las que cabe recordar la denominada El viaje a Compostela de Cosme III (Monasterio de San Martín Pinario, Santiago, 15 de noviembre de 2004-17 de enero de 2005), patrocinada por la S.A. de Xestión do Plan Xacobeo, que trajo a Santiago obras maestras de la Galleria degli Uffizi de Florencia, de la Pinacoteca Nacional de Siena, del Museo Nacional del Prado o del Museo de Arte Oriental y Occidental de Odessa, entre otros prestadores internacionales y nacionales. Esta exposición ofreció por primera vez la posibilidad de ver fuera de la Biblioteca Medicea Laurenziana de Florencia, centro que lo custodia, el manuscrito original de la crónica oficial del viaje por la península ibérica de Cosimo III de Medici, obra a la que Neira Cruz ha consagrado con posterioridad varias de sus obras como estudioso y experto en este tema. Entre estas cabe destacar la edición y coordinación del catálogo de esta exposición, El viaje a Compostela de Cosme III de Medici, semillero de tantas obras e investigaciones posteriores de otros autores, así como la monografía titulada La ciudad de A Coruña que visitó Cosme III de Medici, el relato literario A viaxe a Compostela de Renato Ratoni, rato de compañía de Cosme III de Médici s o la segunda tesis doctoral Neira Cruz, defendida en la Universidad de Santiago de Compostela en 2015. 
Entre otras iniciativas culturales o académicas dirigidas o coordinadas por Neira Cruz se pueden citar las siguientes:  Director del curso de verano Relaciones entre prensa, escuela e infancia (Universidad de Santiago de Compostela, 27-29/07/2003); del seminario El viaje a Compostela de Cosme III de Médicis (Xunta de Galicia, 16-22/10/2004); del curso de verano Otros periodismos, otras literaturas (Universidad de Santiago de Compostela, 11-13/07/2005); del curso de verano Europa. Estudiar, trabajar y vivir en un caleidoscopio de culturas (Universidad de Santiago de Compostela, 20-24/07/2007); del curso de verano Comunicar Arte, comunicar coa Arte. Museo de Arte Contemporáneo de Unión Fenosa MACUF-USC (A Coruña, 16-19/07/2008); del curso de verano El cuerpo a debate. Diversidad en los mecanismo, prácticas y avatares de la corporalidad como inscripción social (Universidad de Santiago de Compostela, 28-31/07/2013); del curso de verano Reportajes sin fronteras: la comunicación como herramienta para la cooperación y el cambio social (Cruz Roja Española-Universidad de Santiago de Compostela, 23-26/07/2015); del curso de verano Narrativas digitales y periodismo de datos (Universidad de Santiago de Compostela, 1-6/09/2015). Comisario del Congreso Internacional Ilustrando la Diversidad/Illustrating Diversity (Universidad de Santiago de Compostela, 22-25/02/2012); del Congreso International NOSotros: arte, comunicación e integración social (Universidad de Santiago de Compostela, 4-7/12/2012); del Congreso Internacional Editando para minorías en la era digital (Universidad de Santiago de Compostela, 4-8/04/2014); o del Simposio Internacional Viajes y caminos: relaciones interculturales entre España e Italia (Centro Ramón Piñeiro-Universidad de Santiago de Compostela, 16-18/03/2016). También fue comisario de las exposiciones ilustraMundos (febrero-mayo de 2012); ARTEfactos. Dinamitando prejuicios desde la integración social (febrero de 2013); Enclave diversa: coleccionando mundos de ficción (15 de septiembre-30 de noviembre de 2013); IMPRIMATUR. Un recorrido por la historia del libro en el centenario de Julio Cortázar (3 de abril-30 de mayo de 2014); Un mar... 50 miradas (30 de mayo-30 de agosto de 2014); Una navidad en todas las dimensiones. Los libros desplegables de Betty Tisinger  (13 de diciembre de 2014-30 de enero de 2015) y La vuelta a Hergé en 80 lenguas (27 de febrero-30 de mayo de 2015), todas ellas organizadas en las salas de exposiciones del Colegio de Fonseca de la Universidad de Santiago de Compostela o en la Biblioteca Internacional de la Diversidad Cultural, centro promovido por Neira Cruz dentro del proyecto campUSCulturae, como igualmente promovió la creación de Radio campUSCulturae, emisora radiofónica universitaria en línea en la que dirigió y condujo varios programas. 
Desde 1999 es profesor de Periodismo en la Facultad de Ciencias de la Comunicación de la Universidad de Santiago de Compostela. Como docente, investigador y estudioso ha realizado estancias en la Universidad de Bolonia, en la International Jugendbibliothek de Múnich, en la Bibliothèque Nationale de France,  en la Biblioteca Medicea Laurenziana y en el Archivio di Stato di Firenze, así como en las Universidad de Lyon, Rio Grande do Norte (Brasil), Islandia, Lodz (Polonia), Macerata y Maria Santissima Assunta di Roma. 
Neira Cruz ha sido autor, coordinador e IP del proyecto europeo campUSCulturae(Ref.: 2011-1177/001-001 CU7-MULT7), uno de los ocho proyectos europeos cofinanciados por la Culture Agency a través del programa “Culture”, apartado “Proyectos Plurianuales”, para el período 2011-2016, cofinanciado por la EACEA Culture Agency y las instituciones cobeneficiarias: la Universidad de Santiago de Compostela –coordinadora institucional-, la Universidad de Lodz (Polonia); el Vigdís Finnbogadóttir Institute de la Universidad de Islandia; la consultora alemana CHE Consult  GmbH; la ONG Minority Studies Society Studii Romani (Bulgaria); y la Associação Pedagógica Ponte nas... ondas! (Portugal). También es miembro del grupo de investigación consolidado Novos Medios, coordinado por el Prof. López García en el Departamento de Ciencias de la Comunicación de la Universidad de Santiago de Compostela, y miembro del equipo del proyecto de investigación Mercaderes y artistas: provisión y circulación de materiales y obras artísticas entre Génova y Lisboa (1450-1600), (Ref. HAR2016-80173-P), financiado por el Programa Estatal de Fomento de la Investigación, Científica y Técnica de Excelencia, Subprograma Estatal de Generación de Conocimiento, en el marco del Plan Estatal de Investigación Científica y Técnica y de Innovación 2013-2016, del Ministerio de Economía y Competitividad, para el período 2017-2019, coordinado por la Prof. Sabina de Cavi, del Departamento de Historia del Arte, Arqueología y Música de la Universidad de Córdoba. Asimismo, proyectos de investigación propuestos por Neira Cruz han sido seleccionados y financiados por el Instituto de Estudios Riojanos en 2016 y 2017.

## Acerca de su obra
Una parte importante de su producción se dirige a los lectores más jóvenes: Melanio e os paxaros (ed. Sotelo Blanco, 1990, revisado para su publicación en la Serie Branca de la Colección O Barco de Vapor diez años después); As porcas porquiñas, con ilustraciones de Noemí López, más rotundas en la reedición para la colección Montaña Encantada; María está a pinta-lo mar, historia de una niña llena de ilusión, dispuesta a vencer su enfermedad con la imaginación que se basa en una triste experiencia real vivida en el Complejo Hospitalario Universitario de Santiago; La memoria de los árboles, que inaugura la colección Sondeconto, donde la literatura infantil y la música van cogidas de la mano; además, la recuperación de la literatura popular está presente en O home máis rico do mundo, A caixa do tesouro y O xenio do sultán.
Su trabajo divulgador de la tradición literaria gallega entre los niños y jóvenes comenzó con tres ediciones del Tren Caixa Galicia, organizado por la Biblioteca "Nova 33", con las biografías de Rosalía de Castro, Castelao, Payo Gómez Chariño (reeditados como volúmenes independientes por Edicións Xerais en la colección "Así viviu", que incorpora una biografía de Ánxel Fole). E en 1998, con motivo del Día das Letras Galegas dedicado a Meendiño, Martín Codax e Xohán de Cangas publica, en una edición institucional para primeros lectores, sendas introducciones lúdicas al tiempo y obra de los juglares: Rumbo á Illa de S. Simón (Mendiño), Caramelos Martín Codax e Xograr Cangas e asociados.
Las tramas históricas, Italia y el Renacimiento, la Edad Media y Compostela son algunos de los temas frecuentes en la narrativa y el teatro de Neira Cruz, como lo demuestran la multipremiada novela El armiño duerme, ambientada en la Florencia de los Medici; los libros de relatos Os gatos de Venecia y Gatos y leones, con la ciudad de Venecia como telón de fondo; o La noche de la reina Berenguela, que recrea el mito compostelano de la reina medieval que vuelve a la vida en la noche mágica de la fiesta de Santiago. La obra de Neira Cruz ha sido objeto de estudio en la Universidad de Bolonia y en la Universidad Lumière-Lyon 2. En la Scuola Superiore di Lingue Moderne per Interpreti e Traduttori, sede de Forlì de la Universidad de Bolonia se han defendido las siguientes tesis relacionados con obras de Neira Cruz: Los libros de la almohada di Xosé Antonio Neira Cruz: proposta di traduzione di un libro per ragazzi, realizada por Claudia Aiello en el curso 2009-2010; L'arte per i ragazzi: proposta di traduzione di Cinco cuentos sobres Velázquez, a cargo de Flavia Máscolo (2011-2012); Parole in forma di gatto. Gatos y leones di Xosé Antonio Neira Cruz: proposta di traduzione in italiano, defendida por Giuditta Senni en el curso 2013-2014; y Il romanzo storico crossover. El armiño duerme di Xosé Antonio Neira Cruz: proposta di traduzione in italiano, realizada por Sara Bolzoni en el curso 2015-2016. En la Universidad Lumière-Lyon 2, Laurente Boit defendió en junio de 2010 el trabajo de fin de máster titulado Dos personajes femeninos en busca de su identidad en La estrella de siete puntas y El armiño duerme de Xosé Antonio Neira Cruz.
Por su faceta como escritor, Neira Cruz fue conferenciante invitado en la Feria Internacional del Libro de La Habana-Cuba (febrero de 2008); en la Fiera del Libro per Ragazzi di Bologna (abril, 2008); en el Salâo do Livro infantil de Rio de Janeiro-Brasil (junio de 2009); en la Feria Internacional del Libro de Buenos Aires-Argentina (julio de 2009); en el Berlin International Literature Festival (septiembre de 2009); en la Feria Internacional del Libro de Guadalajara-México (diciembre de 2009); en la Universidad de Islandia (abril de 2013); en la Universidad de Lodz, Polonia (abril de 2014); en el festival literario ANTICOntemporaneo (Cassino, Italia, octubre de 2016), en la Scuola Superiore di Lingue Moderne per Interpreti e Traduttori, de la Universidad de Bolonia (diciembre de 2016). También ha sido invitado como conferenciante por más de 200 centros de educación primaria y secundaria de España, Argentina, Brasil y Alemania.

## Premios
Con su primer libro, Ó outro lado do sumidoiro, recibió el Premio Merlín en 1988, que ganó también en la edición del año 2000 por su obra juvenil Las cosas claras. Os gatos de Venecia fue finalista en la VIII convocatoria del Premio Lola Anglada en 1991. Se hizo merecedor del Premio O Barco de Vapor en los años 1997 e 1999 por sus novelas La estrella de siete puntas y Los ojos sin párpados, respectivamente. Ganó la edición de 2002 del Premio Raíña Lupa con El armiño duerme, novela ambientada en la Italia del siglo XVI. Esta misma obra fue distinguida con un White Ravens de la Internationale Jugendbibliothek de Múnich, con una mención en la Lista de Honor de IBBY y en la lista de "Los Mejores" del Banco del Libro de Venezuela. Publicada en gallego, castellano, catalán y portugués, la edición brasileña de El armiño duerme recibió el Premio a la mejor obra extranjera publicada en Brasil en 2006 de la Fundaçao Nacional do Livro Infantil e Juvenil. Al palmarés de premios conseguidos por Neira Cruz hay que añadir el Premio Lazarillo en el año 2004. por La noche de la reina Berenguela, obra de teatro centrada en la historia medieval compostelana. Con su primera obra poética, De esparto e seda, ganó en 2007 el Premio de poesía Fiz Vergara Vilariño, convocado por el Ayuntamiento de Sarria. En los años 2008, 2009 y 2010 Neira Cruz consiguió sucesivamente los premios Barriga Verde de textos teatrales infantiles para títeres, Manuel María de dramaturgia infantil y Barriga Verde de textos teatrales para títeres para adultos -todos ellos concedidos por AGADIC, Axencia Galega das Industrias Culturais- por las obras O punto da escarola, Sopa de xarope de amora y Pedra sobre pedra.. En octubre de 2017 recibe el Premio Repsol de Narrativa Corta, convocado por la Fundación Repsol y la Consellería de Cultura, Educación y Ordenación Universitaria de la Xunta de Galicia, por la novela O sono das sereas, de próxima publicación por parte de Editorial Galaxia.

## Obra publicada
Se utiliza el título en español en el caso de que el libro tenga traducción oficial en este idioma, y el título original en caso contrario.

## Novelas
- Ó outro lado do sumidoiro (1989). Vigo: Edicións Xerais de Galicia. Premio Merlín 1988.[5]
- Los ojos sin párpados (2000).[4] Madrid: Ediciones SM. Premio O Barco de Vapor, 1999.[6] (existen ediciones en gallego y castellano).
- Las cosas claras (2000).[4] Madrid: Ediciones SM. Premio Merlín 2000.[5] (existen ediciones en gallego, castellano, catalán y portugués).
- El armiño duerme[4] (2002). Madrid: Ediciones SM. Premio Raiña Lupa.[5] White Ravens List 2006.[8] IBBY Honour List. Los Mejores del Banco del Libro de Venezuela. Premio al mejor libro extranjero publicado en Brasil de la Fundaçao Nacional do Livro Infantil e Juvenil. (existen ediciones en gallego, castellano, catalán y portugués).
- La estrella de siete puntas (2005).[4] Madrid: Anaya,. ISBN 9788466747264. Premio O Barco de Vapor, 1997.[6] (existen ediciones en gallego y castellano).
- Los libros de la almohada (2008). Madrid: Anaya.
- Violeta no es violeta (2009). Madrid: MacMillan. Editado en México por Castillo (existen ediciones en gallego, castellano y catalán).
- Una costura en el tiempo (2010). Madrid: Oxford University Press España (existen ediciones en gallego, castellano y catalán).

## Cuentos y libros de relatos
- Melanio y los pájaros (1990). Santiago de Compostela: Sotelo Blanco (2000) Madrid: Ediciones SM.
- Os gatos de Venecia (1993). Madrid: Edelvives. Finalista del VIII Premio Lola Anglada.
- Así viviu Rosalía (1996). Vigo: Edicións Xerais de Galicia.
- Así viviu Castelao (1996). Vigo: Edicións Xerais de Galicia.
- Así viviu Paio Gómez Chariño (1997). Vigo: Edicións Xerais de Galicia.
- Así viviu Ánxel Fole (1997). Vigo: Edicións Xerais de Galicia.
- As porcas porquiñas (1997). A Coruña: Everest.
- O xenio do sultán (1998). Santiago de Compostela: Xunta de Galicia.
- Caramelos Martín Codax (1998). Santiago de Compostela: Xunta de Galicia.
- Rumbo á illa de San Simón (1998). Santiago de Compostela: Xunta de Galicia.
- Xograr Cangas e Asociados (1998). Santiago de Compostela: Xunta de Galicia.
- María está a pinta-lo mar (1998). Santiago de Compostela: Xunta de Galicia (reedición en 2005 en Everest)
- La memoria de los árboles (2000).[4] Pontevedra: Kalandraka.
- A caixa do tesouro (2001). Pontevedra: Kalandraka.
- O home máis rico do mundo (2001). Pontevedra: Kalandraka (existen ediciones en gallego y coreano).
- Soy adoptada, ¿y qué? (2004).[4] Vigo: Galaxia (existen ediciones en castellano, catalán, euskera y asturiano).
- El viaje a Compostela de Renato Ratoni, ratón de compañía de Cosme III de Médicis (2004). Santiago de Compostela: Xunta de Galicia (existen ediciones en gallego, castellano e italiano).
- Mambrú, cocinero de perfumes (2005).[4] Madrid: Oxford University Press (existen ediciones en gallego y castellano)
- Gatos y leones (2006). Madrid: Planeta&Oxford (2009) Oxford University Press (existen ediciones en gallego y castellano).
- Un montón de familias (2008). Vigo: Mar Maior (existen ediciones en gallego y castellano).
- O prodixio dos zapatos de cristal (2008). Vigo: Editorial Galaxia White Ravens List 2009.[8]
- O debut de Martino Porconi (2008). Vigo: Editorial Galaxia.
- Un bico de amor e vida (2009). Vigo: Editorial Galaxia.
- Jan estivo alí (2010). Vigo: Editorial Galaxia.

## Teatro
- La noche de la reina Berenguela (2005). Madrid: Planeta&Oxford,[4] Premio Lazarillo 2004 de la OEPLI.[7] (existen ediciones en gallego y castellano)
- Sopa de xarope de amora (2009).  Vigo: Edicións Xerais de Galicia. Premio Manuel María 2009 de literatura dramática infantil.[9]
- O punto da escarola (2009). A Coruña: Baía Edicións. Premio Barriga Verde 2008 de textos para teatro de marionetas (infantil).
- Pedra sobre pedra (2011). A Coruña: Baía Edicións. Premio Barriga Verde 2010 de textos para teatro de marionetas (adultos).

## Poesía
- De esparto e seda (2007). A Coruña: Espiral Maior. Premio Fiz Vergara Vilariño.

## Monografías y coordinación o edición científica de obras
- Internet na aula. Santiago de Compostela: Edicións Lea, 1997 ISBN 84-89947-13-9 (coautor)
- Sitios. Guía web de Galicia.Santiago de Compostela:Edicións Lea, 1998 ISBN 84-89947-59-7 (coautor)
- Guía dos oficios nos camiños de Santiago. A Coruña: Serviguide, 2000 ISBN 84-607-1144-7 (autor)
- Comunicación e cultura en tempos de redefinición. Santiago de Compostela: Consello da Cultura Galega, 2000, ISBN 84-95415-09-7 (coordinador y coeditor científico)
- La prensa diaria en Galicia (1976-2000). Santiago de Compostela: Universidad de Santiago de Compostela, 2001 ISBN 84-8121-891-X (coautor)
- Prensa infantil e escolar en Galicia. Santiago de Compostela: Unidixital, 2003 ISBN 84-933313-7-6 (autor)
- El viaje a Compostela de Cosme III de Médicis. Santiago de Compostela: Xunta de Galicia, 2004 ISBN 84-453-3891-9 (coordinador y editor científico)
- Il viaggio a Compostela di Cosimo III de' Medici. Santiago de Compostela: Xunta de Galicia, 2004 ISBN 84-453-3890-0 (coordinador y editor científico)
- A cidade da Coruña que visitou Cosme III de Médicis/ La ciudad de A Coruña que visitó Cosme III de Médicis/ The city of A Coruña as visited by Cosimo III of Medici (trilingual edition). A Coruña: Fundación Caixa Galicia, 2006 Dep. Legal C-626-2006 (autor)
- Communication, Societies and Cultural Diversity: the campUSCulturae Project (2011-2016)/Comunicación, sociedades y diversidad cultural: el proyecto campUSCulturae (2011-2016)/Comunicación, sociedades e diversidade cultural: o proxeto campUSCulturae. Universidad de Santiago de Compostela-campUSCulturae project, 2016. ISBN 978-84-945393-0-5 (coordinador y editor científico)
- El cuerpo a debate. Diversidad en los mecanismos, prácticas y avatares de la corporalidad como inscripción social. Universidad de Santiago de Compostela-campUSCulturae project, 2016. ISBN 978-84-945394-0-5 (coordinador y editor científico)
- Present and future of the Sami Culture. University of Santiago de Compostela-campUSCulturae project, 2016. ISBN 978-84-945395-0-5 (coordinador y editor científico)
- Viajes y caminos: relaciones interculturales entre Italia y España. Universidad de Santiago de Compostela-campUSCulturae project, 2016, ISBN 978-84-945393-4-3 (coordinador y editor científico)
- Cultural Minorities in Children's Literature and Verbal Culture. Vigdís Finnbogadóttir Institute of Foreign Languages-Universidad de Santiago de Compostela- campUSCuturae project, 2016. ISBN 978-84-945393-3-6 (coordinador y editor científico)

## Capítulos de libros (selec.)
- "Tendencias narrativas e influencia de las nuevas tecnologías en la LIJ gallega", en Narrativa e promoción da lectura no mundo das novas tecnoloxías. Santiago de Compostela: Xunta de Galicia, 2002 ISBN 84-453-3474-3
- "O loito en branco dunha páxina de xornal", en Á marxe: palabra de escritor. Santiago de Compostela: Universidade, Servicio de Publicacións e Intercambio Científico, 2003 ISBN 84-9750-259-0
- "Romance languages", en The White Ravens 2003. A selection of International Children's and Younth Literature. Múnich: Internationale Jugendbibliothek
- "Romance languages", en The White Ravens 2004. A selection of International Children's and Younth Literature. Múnich: Internationale Jugendbibliothek
- "Algo más que una marea de premios", en Anuario sobre el libro infantil y juvenil 2004. Madrid: Ediciones SM, 2004 ISBN 84-675-0130-8
- "Literatura e prensa infantil e xuvenil en lingua galega", en A literatura na Educación Secundaria. Santiago de Compostela: Universidade, Servicio de Publicacións e Intercambio Científico, 2005 ISBN 84-9750-491-7
- "Galicia, la continuidad de un camino de consolidación", en Anuario sobre el libro infantil y juvenil 2005. Madrid: Ediciones SM, 2005 ISBN 84-348-3804-4
- "Abriendo nuevos caminos", en Anuario sobre el libro infantil y juvenil 2006. Madrid: Ediciones SM, pp. 63-73,ISBN 84-675-0882-5
- "Galicia ilustrada", en Anuario sobre el libro infantil y juvenil 2007. Madrid: Ediciones SM, 2007, pp. 37- 45, ISBN 978-84-675-1738-5
- "Más escritores e ilustradores para la LIJ gallega", en Anuario sobre el libro infantil y juvenil 2008. Madrid: Ediciones SM, 2008, pp. 47-54,ISBN 978-84-675-2839-4
- "Ler e escrever: os prazeres da intimidade com o libro", en Nos caminhos da literatura. Sao Paulo: Fundaçao Nacional do Livro Infantil e Juvenil-Instituto C&A-Peiropolis Editora, 2008, pp. 70-91 ISBN 978-85-7596-139-1
- "Presencia y transcendencia", en Anuario sobre el libro infantil y juvenil 2009. Madrid: Ediciones SM, 2009, pp. 45-51, ISBN 978-84-675-3466-5
- "Nuevos soportes para contar historias de siempre", en Anuario sobre el libro infantil y juvenil 2011. Madrid: Ediciones SM, 2011, pp. 49-54, ISBN 978-84-675-4890-7
- "Xornalismo e literatura en Galicia 2010-2012: 6 W's ao servizo dos contadores de historias", en A comunicación en Galicia2013. Santiago de Compostela: Consello da Cultura Galega, 2013, pp. 203- 214ISBN 978-84-92923-47-2
- “The role of universities in promoting cities and regions: the case of Santiago de Compostela”, en Domanski, Tomasz (ed.): The Role of Universities in Promoting Cities and Regions. University of Lodz, 2015 ISBN 978-83-63199-43-2, pp. 199-202
- “En los corrales de comedias. Una propuesta de identificación de las obras de teatro que Cosimo dei Medici presenció durante su estancia en Madrid”, en Blanco Valdés, Carmen y Domínguez Ferro, Ana María (ed.): Madonna á ‘n sé vertute con valore: Estudios en homenaje a Isabel González. Universidad de Córdoba-Universidad de Santiago de Compostela, 2016 ISBN 978-84-16533-57-2, pp. 215-225
- "Solar de Tejada, a Medieval Nobility Institution proposed as a Heritage of Cultural Interest in Spain", en Domanski, Tomasz (ed.): The Role of Cultural Institutions and Events in the Marketing of Cities and Regions. University of Lodz, 2016 ISBN 978-83-8088-149-5, pp. 127-131 DOI: http://dx.doi.org/10.18778/8088-149-5.08
- “Intercambios en Comunicación entre la Universidad de Santiago de Compostela y las universidades iberoamericanas”, en Ramos Rodríguez, Mar (ed.): Competencias y perfiles profesionales en el ámbito de la comunicación. Madrid: Ed. Dykinson, 2017 ISBN 987-84-9085-852-3, pp. 241-250
- "Intercambio entre la Universidad y los medios y empresas multimedia: el caso del proyecto campUSCulturae”, en Jiménez Narros, Carlos (ed.): Tendencias en el ecosistema mediático. Madrid: Ed. Dykinson, 2017 ISBN 978-84-9085-853-0, pp. 137-150

## Artículos en revistas científicas (selec.)
- "El Escolar y El Faro de Veiga, dos periódicos escolares en los orígenes de la prensa local gallega", en Revista Latina de Comunicación Social. Tenerife: Universidad de La Laguna, enero 2000, no 25, 12 p., ISSN 1138-5820
- "La lengua gallega en la prensa infantil y escolar en Galicia", en Mercator Media Fórum, v. 4, Cardiff: University of Wales Press, 2000, pp. 93-109, ISSN 1357-7220
- “Los medios locales antes los desafíos de la red”, en Revista Latina de comunicación social, n.º 32, 2000 , Universidad de La Laguna.y en Ámbitos. Revista Andaluza de Comunicación. Sevilla: Universidad de Sevilla, abril 2000, pp. 1-10, ISSN 1139-1979
- "A evolución da difusión da prensa en Galicia", en Estudios de Comunicación, n. 0, Santiago de Compostela: Consello da Cultura Galega, junio 2001,pp. 7-16, ISSN 1578-4916
- "As elección do 21-O na prensa galega", en Estudios de Comunicación, n. 1, Santiago de Compostela: Consello da Cultura Galega, junio 2002, pp. 9-17, ISSN 1578-4916
- "105 anos de literatura infantil e xuvenil en galego", en Grial. Revista Galega de Cultura, n. 151, enero-febrero-marzo 2004, pp. 106-113, ISSN 0017-4181
- "Children's Magazines and Comics in Castilian", en Bookbird. A Journal of International Children's Literature, v. 43, n. 4, octubre 2005. Dublín-Toronto: International Board on Books for Young People- University of Toronto Press, ISSN 00067377
- "Children's Magazines and Comics in Basque, Catalan and Galician", en Bookbirds. A Journal of International Children's Literature, v. 44, n. 1, enero 2006. Dublín-Toronto: International Board on Books for Young People-University of Toronto Press, ISSN 00067377
- “Alfabetización mediática e integración social de la población reclusa anciana”.Revista Latina de Comunicación Social, 71, pp. 197 a 210, 2016 http://www.revistalatinacs.org/071/paper/1091/11es.html

## Ponencias, comunicaciones o contribuciones en congresos (selec.)
- "Política cultural en la prensa italiana: cien días de La Stampa", comunicación presentada en el VI Congreso Nacional de Italianistas (Universidad Complutense de Madrid, 3-6 de mayo de 1994)
- "A coedición de libros infantís e coproducción de debuxos animados entre as linguas minoritarias europeas", comunicación presentada en el I Congreso International "Comunicación na Periferia Atlántica" (Universidad de Santiago de Compostela, 8-10 de noviembre de 1995)
- "Medios locais do futuro e con futuro", comunicación presentada en el II Coloquio Brasil-Estado Español de Ciencias da Comunicación (Universidad de Santiago de Compostela, 23-25 de noviembre de 1998)
- "Nuevas formas de cultura y credibilidad en la red", comunicación presentada en el I Congreso International "Comunicar en la era digital" (Universidad Autónoma de Barcelona. 21-25 de enero de 1999)
- "Cómo llevar las culturas minoritarias a la red. El caso gallego", comunicación presentada en el III Congreso International "Cultura y Medios de Comunicación", organizado por la Universidad Pontificia de Salamanca, el Pontificio Consiglio di Cultura y el Pontificio Consiglio delle Comunicazione Sociale (Salamanca, 15-18 de febrero de 1999)
- "Tradición oral infantil en Galicia", conferencia pronunciada en el I Salón Internacional do Libro Infantil "A voz da memoria". Pontevedra, 13-19 de diciembre de 1999
- "Abrirse al mundo a través de la prensa infantil", comunicación presentada en el 27º Congreso International de IBBY International Board on Books for Young People (Cartagena de Indias, Colombia, 18-22 de septiembre de 2000)
- "¿Hay un lugar para la violencia en los contenidos dirigidos al público infantil?, comunicación presentada en el Congreso Internacional "Ética en los contenidos de los Medios de Comunicación e Internet", organizado por el Centro UNESCO de Andalucía y por la Fundación para una Cultura de Paz (Granada, 15- 17 de octubre de 2001)
- "Literatura infantil y juvenil ante las nuevas tecnologías", conferencia pronunciada en las Jornadas sobre Estrategias de Animación a la Lectura, organizada por la Asociación Gallega de Profesores de Español "Alvaro Cunqueiro" (Santiago de Compostela, 22-30 de noviembre de 2002)
- "Política editorial e tradución en Galicia", conferencia pronunciada en el I Congreso International “Tradución e Política Editorial da Literatura Infantil e Xuvenil” (Universidad de Vigo, 18-20 de noviembre de 2004)
- "O uso dos medios no ensino e na aprendizaxe da lingua", comunicación presentada en los II Encontros Luso- Galegos de Comunicación. III Congreso Luso-Galego de Estudos Xornalísticos (Consello da Cultura Galega, Santiago de Compostela, 4-5 de noviembre de 2004)
- "Internet Resources for Children", comunicación presentada en el 30º Congreso International IBBY International Board on Books for Young People (Macau, China, 20-23 de septiembre de 2006)
- "campUSCulturae: an international on cultural minorities and children's literatura", comunicación presentada en el Congreso Internacional Cultural Minorities in Children's Literature and Verbal Culture (Reykjavik, Islandia, 24-25 de abril de 2013)
- "campUSCulturae, una experiencia multimedia desde las Ciencias de la Comunicación a favor de la diversidad cultural", comunicación presentada en el III Congreso International “Comunicación 3.0” (Universidad de Salamanca, 10-11 de octubre de 2012)
- "campUSCulturae, a place for multicultural dialogue in the heart of Santiago de Compostela, European Capital of Culture 2000", comunicación presentada en el VII UNEECC General Assembly and Annual Conference. The Mosaic of Cultural Identities" (Universidad de Marsella, 17-18 de octubre de 2013)

## Obras colectivas
- "Un somnífero moi particular" en Contos da campaña, 3 (1992).
- "O plumífero de Xurxo" en Tres triscadas (1993).
- "Rosalía tralas máscaras do tempo" en Contos da viaxe (1994).
- "Castelao no Mar do Tempo" en Contos da travesía (1995).
- "Paio Gómez Chariño,...a mui gran coita do mar" en Contos da ruta (1996).
- "Orellas de podengo" en Imos xuntos camiñar (1999).
- "Un agasallo inesperado" en Contos para levar no peto (2001).
- "A verdadeira historia dun dente de Rosalía de Castro" en Quen casa ten de seu (2009).
- "Los hilos de la historia" en Cinco Cuentos sobre Velázquez (2010).